# Filthy Rich - Ricchi e colpevoli
Filthy Rich - Ricchi e colpevoli (Filthy Rich) è una serie televisiva drammatica satirica americana del 2020 creata da Tate Taylor per la Fox Broadcasting Company. Si basa sulla serie della Nuova Zelanda con lo stesso nome del 2016. Originariamente previsto per la primavera del 2020, è stata rinviata al successivo autunno.
In Italia la serie è stata resa disponibile a partire dal 12 marzo 2021 su Disney+, come Star Original.

## Premessa
Descritta come un "dramma familiare gotico in cui la ricchezza, il potere e la religione si scontrano - con risultati esageratamente da soap opera", la serie è incentrata su una famiglia del sud che ha fatto soldi con una rete televisiva cristiana: l'improvvisa scomparsa del suo fondatore in un incidente aereo fa emergere altri tre membri della famiglia (che aveva scritto nella sua volontà a causa delle relazioni con donne diverse), che erediteranno parte dell'impero e vorranno tenerne le quote per le proprie diverse ragioni.

## Personaggi e interpreti
- Kim Cattrall nel ruolo di Margaret Monreaux, l'ospite simile a Oprah e co-fondatrice di Sunshine Network, che è determinata a controllare l'attività di famiglia con tutti i mezzi necessari.
- Gerald McRaney nel ruolo di Eugene Monreaux, ministro religioso e marito di Margaret con cui ha fondato la Sunshine Network, e la cui morte ha rivelato la sua vita segreta
- Aubrey Dollar nel ruolo di Rose Monreaux, una stilista che cerca di prendere le distanze da sua madre
- Corey Cott nei panni di Eric Monreaux, vicepresidente della Sunshine Network e aspirante successore negli affari di suo padre
- Benjamin Levy Aguilar nei panni di Antonio Rivera, un papà single e un pugile; è uno dei figli illegittimi di Eugene
- Mark L. Young nel ruolo di Jason Conley, un coltivatore di marijuana del Colorado che è anche uno dei figli illegittimi di Eugene, e ha un'agenda diversa che tiene per sé
- Melia Kreiling nei panni di Ginger Sweet, una vendicativa figlia di una cameriera da cocktail di Las Vegas e una dei figli illegittimi di Eugene, che ostacola i piani di Margaret
- Steve Harris nel ruolo di Franklin Lee, un avvocato assunto dai Monreaux per occuparsi degli affari legali dopo la morte di Eugene
- Aaron Lazar nei panni del reverendo Paul Luke Thomas, un amatissimo televangelista popolare, influente e molto ambizioso, determinato a diventare la prossima stella nascente della rete
- Olivia Macklin nel ruolo di Becky Monreaux, la moglie snob di Eric

## Produzione

### Sviluppo
Il 19 dicembre 2018, è stato annunciato che Fox aveva dato alla produzione un ordine per un "pilota" scritto da Tate Taylor, che è anche produttore esecutivo. Le società di produzione coinvolte nel pilot includono Imagine Television, Wyolah Films, Fox Entertainment e la 20th Century Fox Television di proprietà della Disney. Il 9 maggio 2019 è stato annunciato che alla produzione era stato assegnato un ordine per una serie. Inizialmente, la serie avrebbe dovuto iniziare la messa in onda nell'autunno del 2019. A causa dei conflitti nelle schedulazioni del produttore esecutivo Tate Taylor, la serie è stata rinviata alla primavera del 2020. Tuttavia è stato poi spostata la première alla fase autunnale della stagione televisiva 2020-2021 a causa della pandemia di COVID-19.

### Casting
Nel febbraio 2019, è stato annunciato che Kim Cattrall era stato il ruolo principale nel pilot, poi altri tra cui Aubrey Dollar, Benjamin Levy Aguilar, Corey Cott e Mark L. Young si erano uniti al pilota. Fu quindi annunciato a marzo 2019 che Gerald McRaney si era unito al cast. Oltre all'annuncio dell'ordine del pilota, nel marzo 2019 è stato riferito che Steve Harris, Melia Kreiling, David Denman e Olivia Macklin si erano uniti al cast. L'11 maggio 2019, è stato riferito che Denman, che era stato inizialmente scelto per interpretare il ruolo del protagonista maschile accanto a Cattrall nella serie, era uscito dal gruppo e il suo ruolo avrebbe subito un recast. Il 13 settembre 2019, Aaron Lazar è stato scelto come reverendo Paul Luke Thomas, in sostituzione di Denman e Steven Pasquale.

### Marketing
Il 13 maggio 2019 la Fox ha pubblicato il primo trailer della serie.